# Баннистер, Чарльз
Чарльз Баннистер (англ. Charles Bannister; 1738 — 26 октября 1804) — английский актёр и певец.
Родился в графстве Глостершир. Занимался любительским актёрством с юных лет, выступал на сценах провинциальных театров, в 1762 году дебютировал на лондонской сцене в роли Уилла в комедии Сэмюэла Фута «Ораторы» в театре Хеймаркет.
Вскоре благодаря своему красивому басу приобрёл известность как певец, выступая в Рейнелагских садах и прочих местах, а также как актёр (с одинаковым успехом играя мужские и женские роли), и пользовался таким успехом, что Дэвид Гаррик привлёк его на Друри-Лейн. В Национальной портретной галерее Лондона имеется множество его портретов. Его сын, Джон Баннистер, также был актёром.